# Долноземски Словак
Долноземски Словак (свк. Dolnozemský Slovák) је био политички, друштвени и привредни лист војвођанских Словака који је излазио од 1902. до 1920. године у Новом Саду.

## Историјат
Лист су покренули Милош Крно и Људевит Мичатек, обојица адвокати из Новог Сада. Прво је излазио у Новом Саду од 15. октобра 1902. до почетка Првог светског рата као месечник, а обновљен је 1918. као двонедељник. Последњи број изашао је 15. јануара 1920. године. Престао је да излази пошто је у Бачком Петровцу покренута Народна једнота.
Циљ уредништва био је неговање националне свести и културе, као и праћење народног живота и активности културних, просветних и црквених установа. Лист је објављивао књижевне прилоге и поучно-забавне рубрике, и обавештавао јавност о значајним културним манифестацијама. Подржавао је политику коју су заступали словачки посланици у Угарском сабору, а која се често поклапала са захтевима српских посланика, пре свега у погледу већих права народности и противљења мађаризацији.
Године 1996. Долноземски Словак је обновљен као часопис Словака у Југославији, Мађарској и Румунији. Излази у Надлаку (Румунија).